# Eurowoman
Eurowoman er et månedsmagasin henvendt til kvinder, der udgives af Egmont. Bladet har et oplag på 25.574 eksemplarer (Dansk Oplagskontrol, 1. halvår 2009), men læses af 169.000 læsere (TNS Gallup, 1. halvår 2009 NY METODE).
Magasinet beskæftiger sig med mode, skønhed og livsstil.e.
Eurowoman udgives samme sted som Euroman. Bladene blev tidligere udgivet af det selvstændige Euroman Publications A/S, men selskabet blev i 2000 overtaget af Egmont-koncernen.